# Republikanischer Club

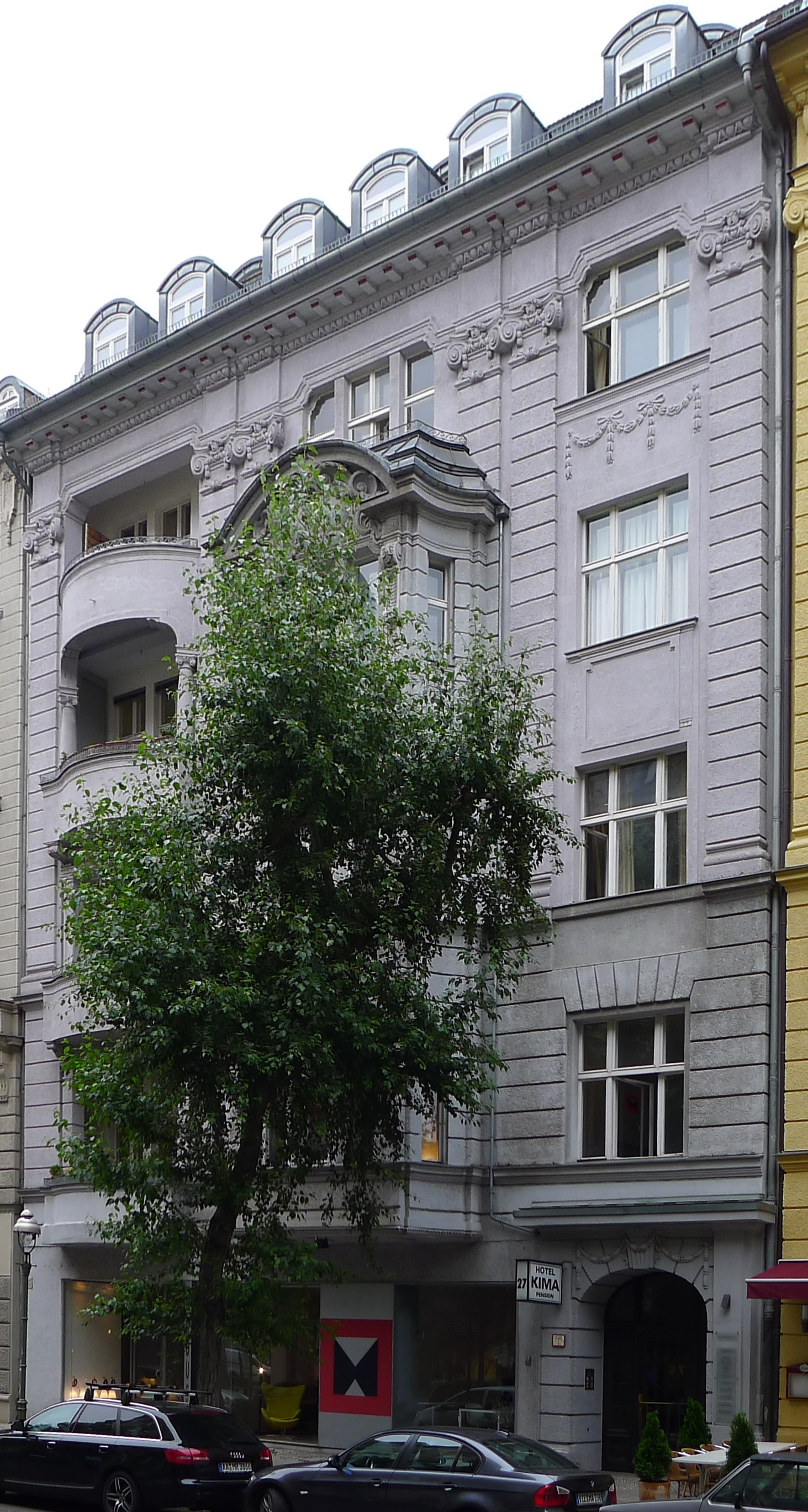
Wielandstraße 27–28 in Berlin-Charlottenburg (Foto: 2014)

Der Republikanische Club (RC) war ein linker Verein in West-Berlin, der zur außerparlamentarischen Opposition (APO) gerechnet wird. Sein Kommunikations- und Aktionszentrum war in der Berliner Wielandstraße 27 (Nähe Kurfürstendamm) und wurde 1967 von Johannes Agnoli, William Borm, Ossip K. Flechtheim, Hans Magnus Enzensberger, Wilfried Gottschalch, Ekkehart Krippendorff, Klaus Meschkat, Marianne Regensburger, Nikolaus Neumann, Wolfgang Neuss, Lothar Pinkall und Manfred Rexin gegründet.
Nach dem Berliner Vorbild wurden ähnliche Vereine auch an vielen anderen Orten der Bundesrepublik gegründet, zum Teil nannten diese sich auch Club Voltaire.

## Geschichte und politische Bedeutung
Keimzelle des RC Berlin war die „November-Gesellschaft“, die am 26. November 1966, dem Tag der Bildung der Großen Koalition, in Berlin von Angehörigen der „Alte-Keulen-Riege“, einer losen Gruppe älterer SDS-Mitglieder, gegründet wurde. Diese fassten zum einen die Gründung einer neuen Partei für den Fall ins Auge, dass sich die SPD infolge der Großen Koalition spalten würde. Zum anderen fürchteten sie, der SDS würde sich unter dem Einfluss der antiautoritären Fraktion um die Kommune I in einen anarchistischen Studentenverband transformieren. Die Mitglieder der „November-Gesellschaft“ gründeten am 30. April 1967 den Republikanischen Club
Auf der Gründungsversammlung am 30. April 1967 in den Clubräumen waren rund 200 formale Mitglieder anwesend. Der Berliner RC hatte im Mai 1968 etwa 800 Mitglieder. Zum Vorstand wurden gewählt: Klaus Meschkat als Vorsitzender (SDS), Lothar Pinkall (IG Metall), Marianne Regensburger (Redakteurin beim Radiosender RIAS Berlin), Wilfried Gottschalch, Ekkehart Krippendorff, Nikolaus Neumann, Knut Nevermann (SPD), Rechtsanwalt Horst Mahler (SDS), und Bernhard Blanke (SDS) als Geschäftsführer.
Die Bildung der „Großen Koalition“ (SPD/CDU) erweiterte die APO und die kritische Bewegung an den Universitäten. Es entstand mit den Gründungen der RCs eine breitere gesellschaftliche Basis. „Die Clubs sind informelle Zentren, in denen die Theorien und Strategien, welche die Aktionen leiten, selbst erst entwickelt werden müssen“, schrieb Oskar Negt. Sie sollten sich als antibürokratische Organisationsformen der Vermittlung von Theorie und Praxis begreifen. Modelle der Rätedemokratie und der direkten Demokratie wurden diskutiert und es wurde versucht, sie in den RCs anzuwenden.

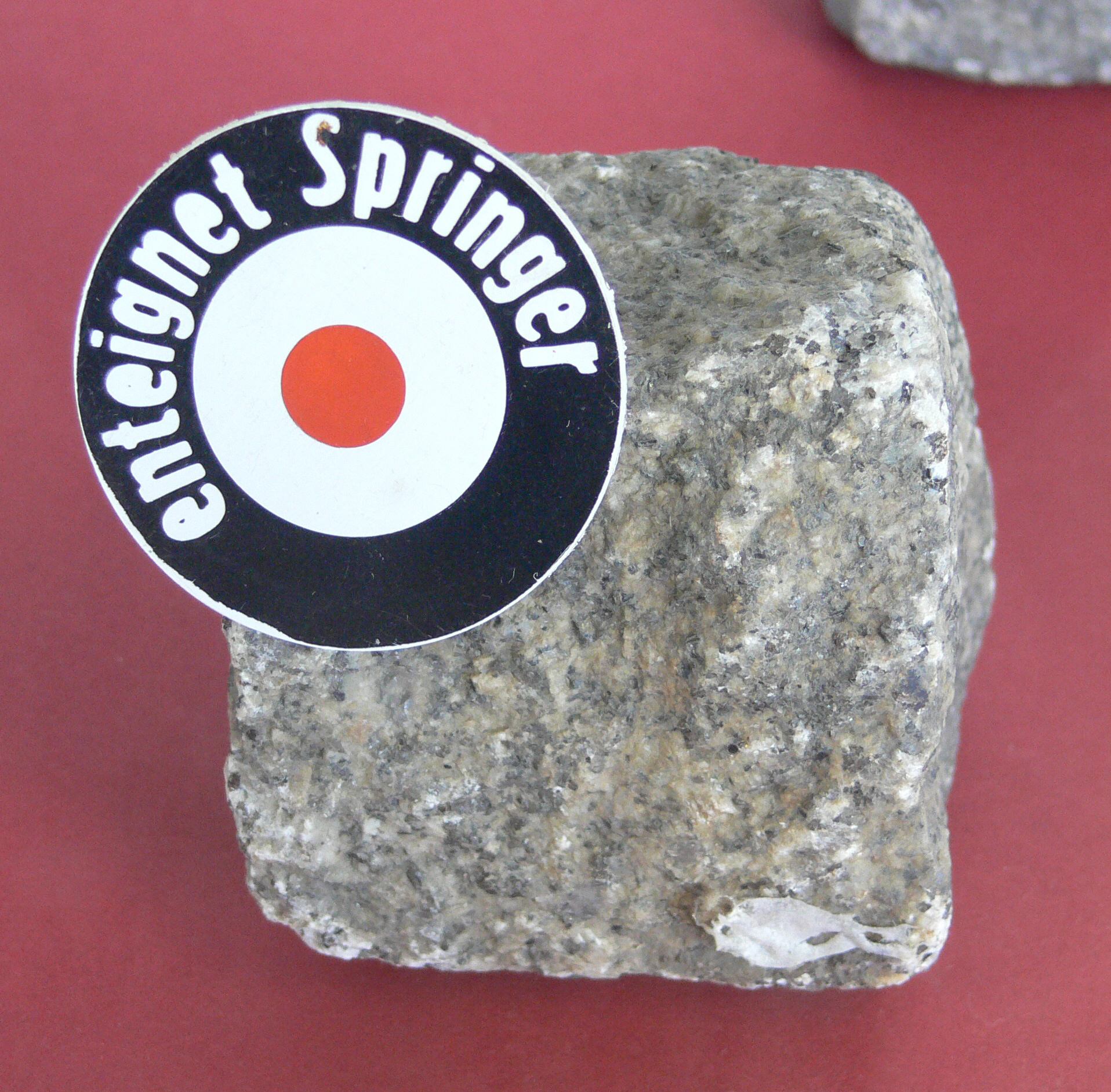
Pflasterstein und Anstecker „Enteignet Springer“, 1969 (Sammlung Kindheit und Jugend der Stiftung Stadtmuseum Berlin)

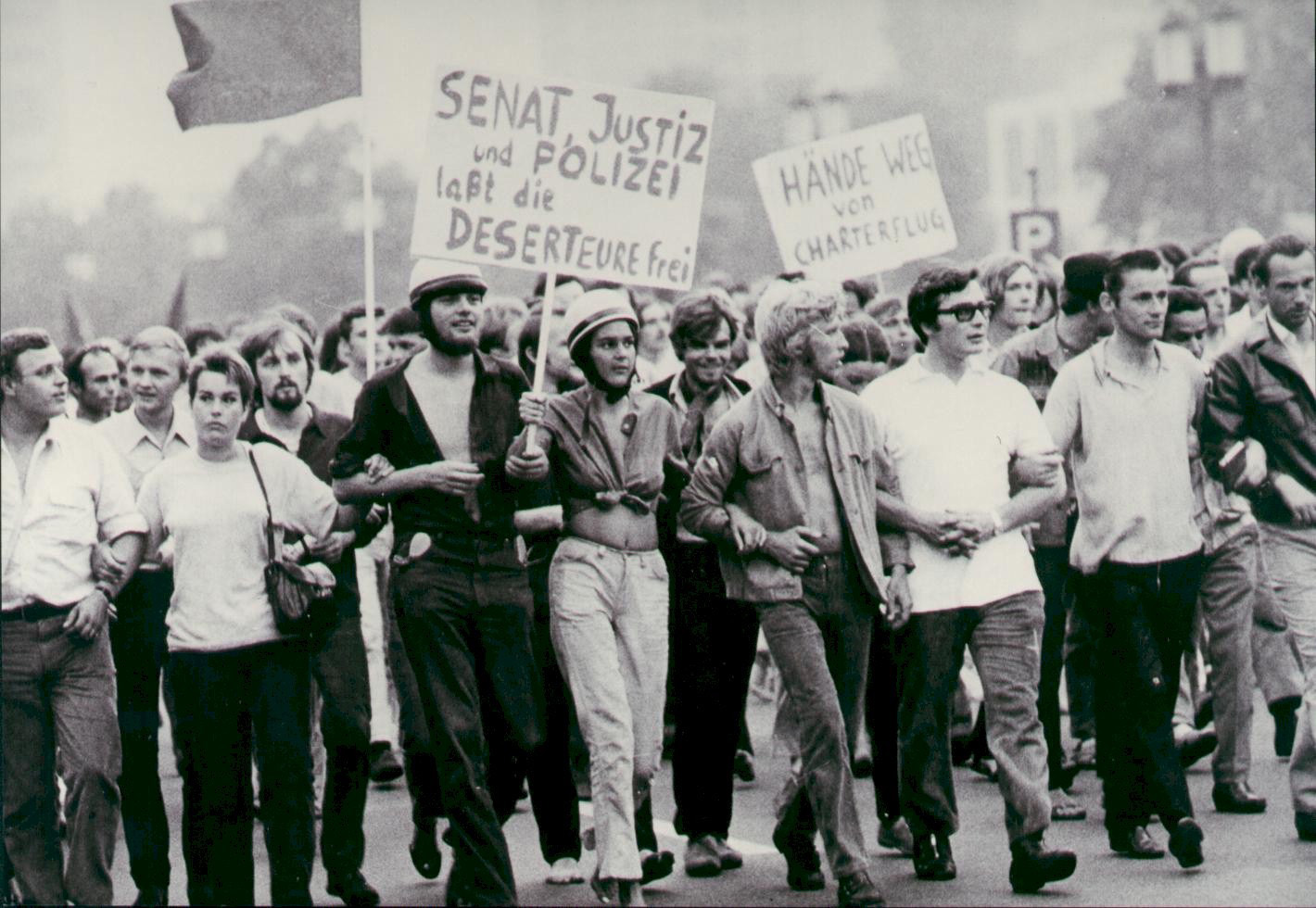
Demonstration für Deserteure im Jahr 1969 in Berlin

Bekannt wurde der West-Berliner RC durch Kampagnen, wie z. B. Enteignet Springer (Idee: Walter Barthel 1967) oder für westdeutsche Deserteure in West-Berlin (1969). Eine Kampagne bestand aus Publikationstätigkeit, Aktionen (z. B. Sit-ins oder Demonstrationen), Pressearbeit und Diskussionen (Teach-ins).
Die Berliner Internationale der Kriegsdienstgegner verlegte 1967 ihre Beratung für Kriegsdienstverweigerer und Deserteure in die Räume des RC. Die RC-Kampagne hatte zum Inhalt, dass „die Verhaftung von Bundeswehrdeserteuren in West-Berlin auf Grund westdeutscher Haftbefehle“ widerrechtlich sei. Demonstrationen und andere Protestaktionen wurden organisiert, bei denen u. a. auf dem Kurfürstendamm Fensterscheiben eingeworfen oder Brandsätze gegen das Rathaus Schöneberg geworfen wurden. Eine andere Aktion wurde organisiert „In Leihuniform zum Revier“, es war nämlich verboten, in West-Berlin westdeutsche Militäruniformen zu tragen. Daraus wurde auch abgeleitet, dass Deserteure in West-Berlin frei seien. Der Erfolg war, wie die Zeitung Frankfurter Rundschau im August 1969 meldete, Wehrpflichtige können jetzt nicht mehr in Berlin einberufen werden. Das Wehrpflichtgesetz der Bundesrepublik hatte in West-Berlin bis zur deutschen Vereinigung keine Rechtsgültigkeit.
Ebenso nutzte die SDS-nahe feministische Frauengruppe Aktionsrat zur Befreiung der Frauen seit 1968 die Clubräume für ihre häufigen Treffen. Diese gilt heute als Keimzelle der zweiten Welle der Frauenbewegung in Westdeutschland und  ihre Forderungen wurden durch den Tomatenwurf der SDS-Aktivistin Sigrid Rüger auf der Delegiertenkonferenz des SDS im September 1968 und die darauf folgende Berichterstattung durch Stern und Spiegel schlagartig innerhalb der Studentenbewegung  bekannt.
1968 hatte der RC zur Vorbereitung der Winterkampagne: 50 Jahre Konterrevolution sind genug acht Arbeitskreise eingerichtet:
1. Die Rolle der SPD und der Gewerkschaft in der Arbeiterbewegung in den letzten 50 Jahren
2. Die revolutionäre Situation von 1918/19
3. Agitation und Propaganda mit den Gruppen, Berufsausbildung und Demokratisierung der Schule
4. Situation der Angestellten und der technischen Intelligenz – Automation
5. Internationale Erfahrungen der Arbeiterbewegung, eventuell einschließlich der sozialistischen Länder
6. Die Rolle der Industrie und der Industrieverbände
7. Kirche und Revolution
8. Gewerkschaftlicher Arbeitskreis mit den Gruppen zur Aufarbeitung der Mitbestimmungsdiskussion von 1918 bis 1968; Situation der Betriebsräte in der Gesellschaft

In den Debatten und Diskussionen der 68er-Bewegung hatte der Republikanische Club in West-Berlin eine wichtige Bedeutung, wie z. B. im November 1968 bei der Schlacht am Tegeler Weg.
Nach dem Vorbild des RC in West-Berlin gründeten sich ähnliche Vereine auch an anderen Orten der Bundesrepublik. Der Berliner Extra-Dienst meldete im Jahr 1968 42 Adressen mit dem Namen Republikanischer Club, einige trugen statt Republikanisch den Namen Voltaire.
1970 gab es – mit dem Übergang der Studentenbewegung in die „K-Gruppen-Bewegung“ eine Art Selbstauflösung des Republikanischen Clubs und quasi als Folgeeinrichtung das „Sozialistische Zentrum“ in der Stephanstraße in Berlin-Moabit. Mit diesem neuen Zentrum, in dem einige der studentischen ‚Roten Zellen‘, das BUG-Info (Berliner Undogmatischer Gruppen), IDK (u. a.) aktiv waren, gab es den RC de facto nicht mehr. Der Verein RC (e. V.) existierte weiter – ohne Aktivität und ist nicht zu verwechseln mit dem seit 1986 in Wien existierenden Republikanischen Club – Neues Österreich.

## Verhältnis zur DDR
Aufgrund der Tätigkeit mehrerer inoffizieller Mitarbeiter (IM) des Ministeriums für Staatssicherheit in der Gründungsphase des RC vertrat unter anderem Hubertus Knabe in seinem Buch „Die Unterwanderte Republik“ die These, der RC als ganzes sei von der DDR beeinflusst oder gar gesteuert worden. Faktisch war das Verhältnis des RC zur DDR jedoch eher ablehnend, insbesondere verweigerte man sich einer Annäherung an die SEW, den West-Berliner Ableger der SED. Sie und die DDR galten als Hindernis für den angestrebten Neubeginn einer linken Bewegung. Neuere Forschungen aufgrund von Akten sowohl aus dem BStU als auch aus Nachlässen prominenter Mitglieder bestätigen, dass die Staatssicherheit in West-Berlin und auch im RC aktiv war. Sie zielte entgegen gängiger Annahmen jedoch gerade nicht auf eine Radikalisierung, sondern auf eine Mäßigung der Außerparlamentarischen Opposition, um diese in Form einer Parteigründung unter Einfluss der SEW kontrollieren zu können. Diese Strategie scheiterte jedoch, die Beeinflussungsversuche blieben ohne Ergebnis. Die Politisierung der Studierendenbewegung und die Entstehung der APO ist somit eine Entwicklung, die nicht von außen nach West-Berlin hineingetragen wurde, sondern auf innerer Unzufriedenheit beruhte.

## Veröffentlichungen
Aus der Arbeit des Republikanischen Clubs wurden mehrere Publikationen herausgegeben:
- Peter Brockmeier (Hrsg.): Kapitalismus und Pressefreiheit: Am Beispiel Springer. Hrsg. im Auftrag des Republikanischen Clubs, Berlin. Frankfurt a. M.: Europäische Verlagsanstalt 1969.
- Scheitern die Gewerkschaften im Betrieb? Arbeitsmaterialien zur innerbetrieblichen Aktion. Republikanischer Club, Gewerkschaftlicher Arbeitskreis, Berlin 1968, DNB 57598628X.
- Der 9. November 1918: Materialien zur Ausgangslage der Novemberrevolution. Republikanischer Club, Arbeitskreis „Die revolutionäre Situation v. 1918/19“, Berlin 1968, DNB 575272430.
- Berlin, Wirtschaft und Politik, im Kern gesund? Vorgelegt vom Berlin-Arbeitskreis im Republikanischen Club, Westberlin. Republikanischer Club <Berlin, West> / Berlin-Arbeitskreis, 1968, DNB 456080864.
- Springer enteignen? [Hrsg.:] Presse-Arbeitskreis des Republikanischen Clubs e. V., Westberlin. Republikanischer Club <Berlin, West> / Presse-Arbeitskreis, 1967, DNB 458198048.